# Cered
Cered je obec v okrese Salgótarján v Maďarsku. Leží na slovensko–maďarské hranici.

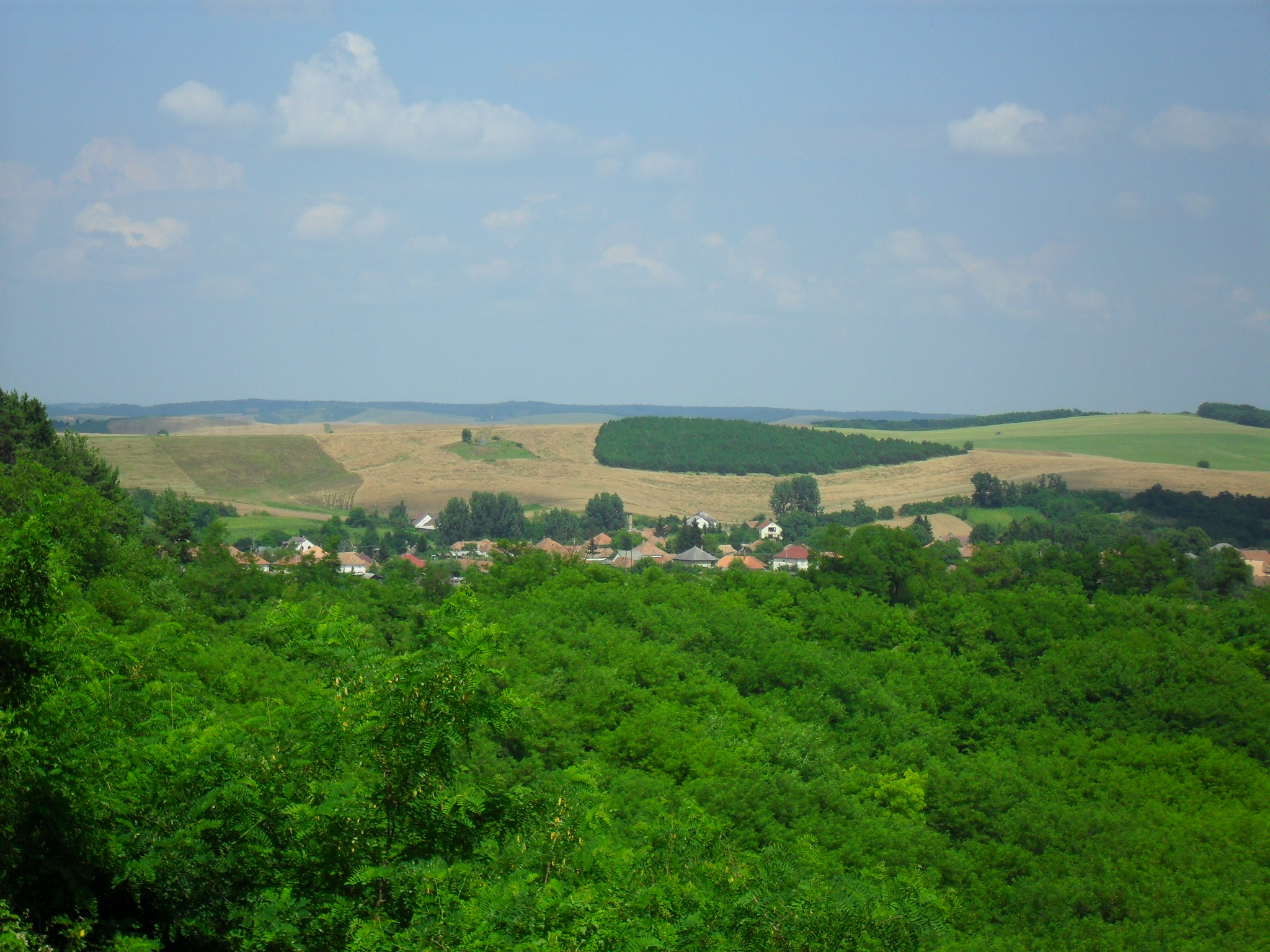
Pohled na Cered od západu

## Části obce
Alsóutaspuszta, Felsőutaspuszta, Füzespuszta, Hármaskútpuszta, Takácsházapuszta, Tótújfaluszta.

## Doprava
V obci je silniční hraniční přechod Cered – Tachty.